# Dasyscyphus sydowii
Dasyscyphus sydowii är en svampart som beskrevs av Dennis 1949. Dasyscyphus sydowii ingår i släktet Dasyscyphus och familjen Hyaloscyphaceae.   Inga underarter finns listade i Catalogue of Life.